# Tonkinrohr
Ein Tonkinrohr ist ein  Bambusrohr der Bambusart Arundinaria amabilis.
Diese bis zu 12 Meter hohe Bambusart wächst vorwiegend in den  südchinesischen Regionen Guangxi und Guangdong und in der  nordvietnamesischen Region Tonkin. Sie zeichnet sich durch besonders hohe Stabilität bei relativ hoher Biegebelastbarkeit und geringem Gewicht aus.
Tonkinrohre werden in sehr unterschiedlichen Bereichen verwendet, etwa zur Fertigung von  Angeln oder Drachen, zur Herstellung von  Panflöten oder  Dudelsäcken und wegen ihrer hohen Verrottungsfestigkeit zur Aquariendekoration. In Floristik und Gartenbau ist die Kombination aus Biegestabilität und hoher Alterungsbeständigkeit von großem Nutzen.